# ウンベルト・アルテアガ
- ウンベアト・アーティーガ

ウンベルト・ホセ・アルテアガ（Humberto José Arteaga, 1994年1月23日 - ）は、ベネズエラのミランダ州カラカス出身のプロ野球選手（内野手）。右投右打。現在は、フリーエージェント（FA）。

## 経歴

### プロ入りとロイヤルズ時代
2010年11月20日にインターナショナル・フリーエージェントでMLBのカンザスシティ・ロイヤルズと契約金110万ドルでマイナー契約を結んでプロ入り。
2011年6月20日にロイヤルズ傘下のマイナーチームであるルーキー級アリゾナリーグ・ロイヤルズでプロデビュー。同球団に専属し、229打席で打率.254、30打点、8盗塁を記録した。
2012年はアパラチアンリーグのルーキー級バーリントン・ロイヤルズに転属し、シーズンを専属した。シーズン成績は、262打席で打率.274、2本塁打、29打点、7盗塁を記録した。
2013年はA級レキシントン・レジェンズに昇格してシーズンを迎えた。6月19日にR級アイダホフォールズ・チュカーズに降格。このシーズンは2チーム合計で、597打席で打率.239、3本塁打、71打点、11盗塁を記録した。
2014年はA級レキシントンに再昇格し、シーズンを専属した。シーズン成績は、483打席で打率.198、2本塁打、31打点、7盗塁を記録した。
2015年もA級レキシントンでシーズンを迎えた。7月7日にA+級ウィルミントン・ブルーロックスに昇格。このシーズンは2チーム合計で、511打席で打率.249、2本塁打、44打点、18盗塁を記録した。シーズンオフには母国ベネズエラのウィンターリーグであるリーガ・ベネソラーナ・デ・ベイスボル・プロフェシオナル（LVBP）のナベガンテス・デル・マガジャネスに所属。以降2016年、2017年オフに同チームに所属した。
2016年はA+級ウィルミントンでシーズンを迎えた。6月30日にAA級ノースウエストアーカンソー・ナチュラルズへ昇格した。このシーズンは2チーム合計で、503打席で打率.252、2本塁打、35打点、15盗塁を記録した。
2017年はAA級ノースウエストアーカンソーでシーズンを専属した。シーズン成績は、490打席で打率.258、1本塁打、35打点、4盗塁を記録した。
2018年はAAA級オマハ・ストームチェイサーズに昇格し、シーズンを専属した。シーズン成績は、445打席で打率.292、6本塁打、49打点、2盗塁を記録した。シーズンオフにLVBPのアギラス・デル・スリアに所属した。
2019年はAAA級オマハでシーズンを迎えた。6月20日にメジャー昇格し、同日行われたミネソタ・ツインズ戦にて「7番・遊撃手」で先発出場してメジャーデビュー。6月22日の同カードでメジャー初安打を記録した。この年メジャーでは41試合に出場して打率.197、4打点、1盗塁を記録した。オフの12月2日にノンテンダーFAとなったが、12月17日にマイナー契約で再契約した。
2020年9月8日に自由契約となった。

### ナショナルズ時代
2021年2月4日にワシントン・ナショナルズとマイナー契約を結んだ。シーズンでは7月2日にメジャー契約を結んでアクティブ・ロースター入りした。同日のロサンゼルス・ドジャース戦にて「8番・遊撃手」で先発出場して打点を挙げるも、翌日にロイヤルズから獲得したばかりのアルシデス・エスコバーをアクティブ・ロースター入りさせるという理由からDFAとなり、5日にマイナー契約で傘下のAAA級ロチェスター・レッドウイングスへ配属された。オフの11月7日にノンテンダーFAとなった。

### ナショナルズ退団後
ナショナルズをFAとなった年の10月22日にアギラス・デル・ズリアと契約を結び、ベネズエラのウィンターリーグに参加した。
2022年はどのチームにも所属しなかった。10月21日にティグレス・デ・アラグアと契約を結び、2年連続でベネズエラのウィンターリーグに参加している。

## 詳細情報

### 年度別打撃成績
| 年 度    | 球 団    | 試 合 | 打 席 | 打 数 | 得 点 | 安 打 | 二 塁 打 | 三 塁 打 | 本 塁 打 | 塁 打 | 打 点 | 盗 塁 | 盗 塁 死 | 犠 打 | 犠 飛 | 四 球 | 敬 遠 | 死 球 | 三 振 | 併 殺 打 | 打 率 | 出 塁 率 | 長 打 率 | O P S |
| -------- | -------- | ----- | ----- | ----- | ----- | ----- | -------- | -------- | -------- | ----- | ----- | ----- | -------- | ----- | ----- | ----- | ----- | ----- | ----- | -------- | ----- | -------- | -------- | ----- |
| 2019     | KC       | 41    | 135   | 122   | 11    | 24    | 4        | 0        | 0        | 28    | 4     | 1     | 1        | 3     | 0     | 8     | 0     | 2     | 28    | 2        | .197  | .258     | .230     | .487  |
| 2021     | WSH      | 1     | 4     | 3     | 0     | 0     | 0        | 0        | 0        | 0     | 0     | 0     | 0        | 0     | 1     | 0     | 0     | 0     | 0     | 0        | .000  | .000     | .000     | .000  |
| MLB：2年 | MLB：2年 | 42    | 139   | 125   | 11    | 24    | 4        | 0        | 0        | 28    | 4     | 1     | 1        | 3     | 1     | 8     | 0     | 2     | 28    | 2        | .192  | .250     | .224     | .474  |

- 2022年度シーズン終了時

### 年度別投手成績
| 年 度    | 球 団    | 登 板 | 先 発 | 完 投 | 完 封 | 無 四 球 | 勝 利 | 敗 戦 | セ 丨 ブ | ホ 丨 ル ド | 勝 率 | 打 者 | 投 球 回 | 被 安 打 | 被 本 塁 打 | 与 四 球 | 敬 遠 | 与 死 球 | 奪 三 振 | 暴 投 | ボ 丨 ク | 失 点 | 自 責 点 | 防 御 率 | W H I P |
| -------- | -------- | ----- | ----- | ----- | ----- | -------- | ----- | ----- | -------- | ----------- | ----- | ----- | -------- | -------- | ----------- | -------- | ----- | -------- | -------- | ----- | -------- | ----- | -------- | -------- | ------- |
| 2019     | KC       | 1     | 0     | 0     | 0     | 0        | 0     | 0     | 0        | 0           | ----  | 8     | 1.2      | 2        | 1           | 1        | 0     | 0        | 0        | 0     | 0        | 1     | 1        | 5.40     | 1.80    |
| MLB：1年 | MLB：1年 | 1     | 0     | 0     | 0     | 0        | 0     | 0     | 0        | 0           | ----  | 8     | 1.2      | 2        | 1           | 1        | 0     | 0        | 0        | 0     | 0        | 1     | 1        | 5.40     | 1.80    |

- 2022年度シーズン終了時

### 年度別守備成績
| 年 度 | 球 団 | 投手（P） | 投手（P） | 投手（P） | 投手（P） | 投手（P） | 投手（P） | 二塁（2B） | 二塁（2B） | 二塁（2B） | 二塁（2B） | 二塁（2B） | 二塁（2B） | 三塁（3B） | 三塁（3B） | 三塁（3B） | 三塁（3B） | 三塁（3B） | 三塁（3B） | 遊撃（SS） | 遊撃（SS） | 遊撃（SS） | 遊撃（SS） | 遊撃（SS） | 遊撃（SS） |
| 年 度 | 球 団 | 試 合     | 刺 殺     | 補 殺     | 失 策     | 併 殺     | 守 備 率  | 試 合      | 刺 殺      | 補 殺      | 失 策      | 併 殺      | 守 備 率   | 試 合      | 刺 殺      | 補 殺      | 失 策      | 併 殺      | 守 備 率   | 試 合      | 刺 殺      | 補 殺      | 失 策      | 併 殺      | 守 備 率   |
| ----- | ----- | --------- | --------- | --------- | --------- | --------- | --------- | ---------- | ---------- | ---------- | ---------- | ---------- | ---------- | ---------- | ---------- | ---------- | ---------- | ---------- | ---------- | ---------- | ---------- | ---------- | ---------- | ---------- | ---------- |
| 2019  | KC    | 1         | 0         | 1         | 0         | 0         | 1.000     | 2          | 3          | 2          | 0          | 1          | 1.000      | 1          | 0          | 0          | 0          | 0          | ----       | 36         | 42         | 78         | 3          | 13         | .976       |
| MLB   | MLB   | 1         | 0         | 1         | 0         | 0         | 1.000     | 2          | 3          | 2          | 0          | 1          | 1.000      | 1          | 0          | 0          | 0          | 0          | ----       | 36         | 42         | 78         | 3          | 13         | .976       |

- 2022年度シーズン終了時

### 背番号
- 2（2019年）
- 1（2021年）